# NGC 2990
NGC 2990 (również PGC 28026 lub UGC 5229) – galaktyka spiralna (Sc), znajdująca się w gwiazdozbiorze Sekstantu. Odkrył ją William Herschel 29 grudnia 1786 roku.